# لابی ارمنی‌ها در آمریکا

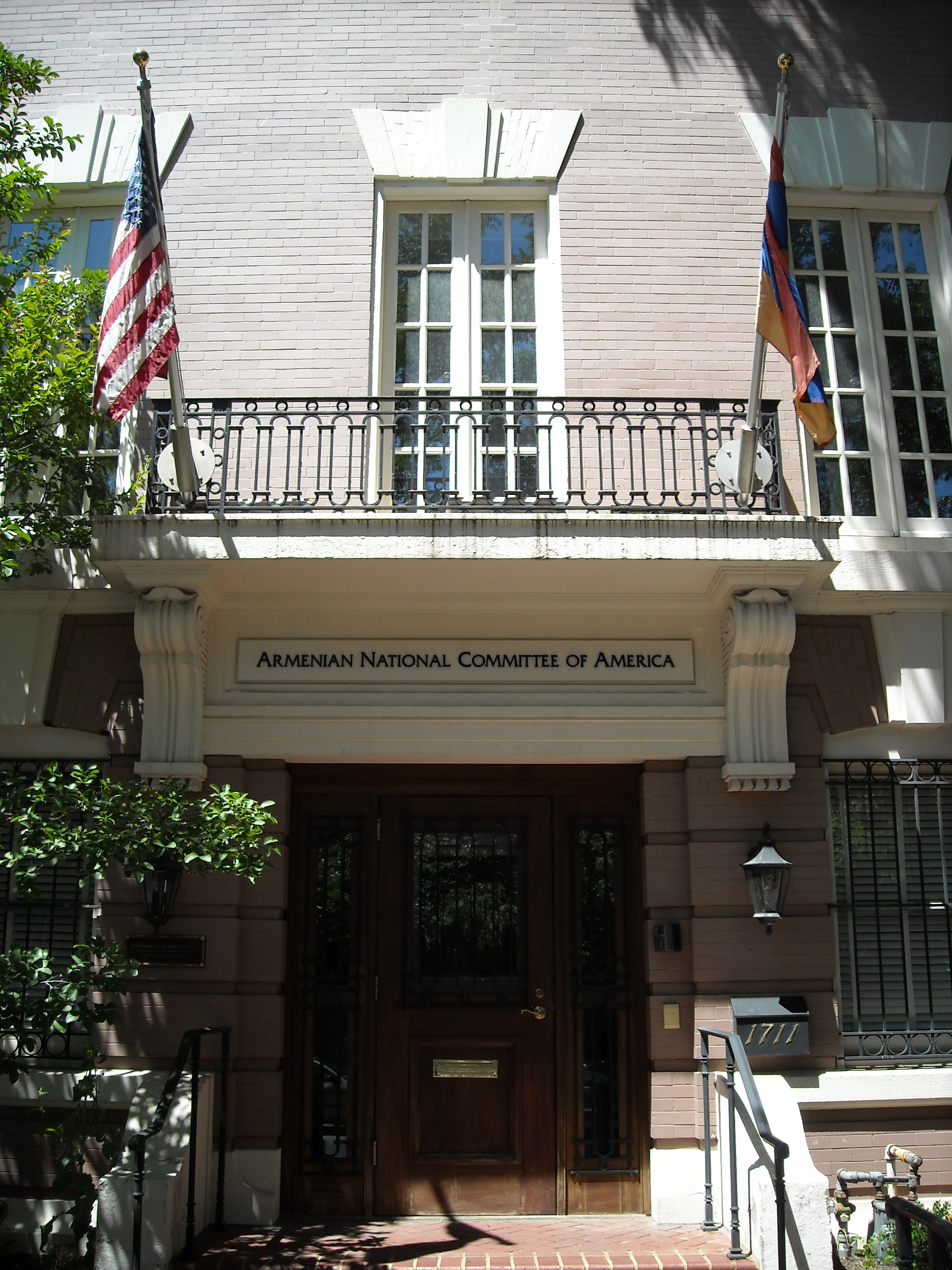
مقر لابی ارمنی‌های آمریکا

لابی ارمنی‌های آمریکا ائتلاف متنوعی از کسانی است که به عنوان افراد و گروه‌ها به دنبال تأثیرگذاری بر سیاست خارجی ایالات متحده آمریکا در حمایت از ارمنستان، ارمنی‌ها یا سیاست‌های ارمنی هستند. یکی از اهداف اولیه آن به رسمیت شناختن نسل‌کشی ارمنی‌ها توسط ایالات متحده است، اما لابی ترکیه تا همین اواخر با موفقیت علیه این امر لابی می‌کرد. به اعتقاد زبیگنو برژینسکی مشاور سابق امنیت ملی رئیس‌جمهوری آمریکا لابی ارامنه در آمریکا در کنار لابی یهودی‌ها و کوبایی‌ها یکی از بانفوذترین و موفق‌ترین لابی‌های فعال در آمریکا محسوب می‌شود.

## تاریخچه
نخستین شواهد حضور ارامنه در آمریکا به نیمه اول قرن هفدهم بازمی‌گردد. با این وجود نخستین جامعه ارامنه در این کشور در اواخر دهه هفتاد قرن نوزدهم میلادی شکل گرفته‌است. نخستین موج بزرگ مهاجرت ارامنه در دهه ۱۸۹۰ میلادی از امپراتوری عثمانی و پس از کشتار جمعی ارامنه توسط سلطان عبدالحمید دوم صورت گرفت. تا زمان جنگ جهانی اول (۱۹۱۴–۱۹۱۸) جمعیت ارامنه آمریکا ۶۰ هزار نفر تخمین زده شده‌است. پس از وقوع نسل‌کشی ارامنه در سال ۱۹۱۵ میلادی توسط دولت امپراتوری عثمانی در طی سال‌های ۱۹۲۴ الی ۱۹۲۹ میلادی ۲۱ هزار ارمنی به آمریکا مهاجرت کردند. موج‌های بعدی مهاجرت ارامنه به آمریکا پس از جنگ جهانی دوم (۱۹۳۹–۱۹۴۵) و سپس دهه ۱۹۵۰ میلادی اتفاق افتاده و با فراز و نشیب‌هایی همچنان ادامه دارد. جمعیت ارامنه آمریکا در سال ۱۹۹۴ میلادی یک میلیون نفر، در سال ۲۰۰۳ میلادی یک میلیون و ۲۰۰ هزار نفر و در سال ۲۰۰۶ میلادی یک میلیون و ۲۷۰ هزار نفر اعلام شده‌است. آخرین آمار موجود حکایت از افزایش جمعیت ارامنه آمریکا به یک میلیون و ۴۰۰ هزار نفر دارد. بیش‌ترین جمعیت ارامنه ساکن ایالت کالیفرنیا بوده و مرکز اصلی تجمع آن‌ها لس‌آنجلس و شهرهای حومه آن (۶۰۰ هزار نفر) می‌باشد. در پی موج اخیر مهاجرت از ارمنستان، و کشورهای مختلف خاورمیانه جمعیت کنونی ارامنه در شهر گلندل ایالت کالیفرنیا حدود ۱۶۵ هزار نفر تخمین زده می‌شود. در حال حاضر آمریکا پس از ارمنستان و روسیه بزرگترین جمعیت ارامنه جهان را در خود جای داده‌است.
با توجه به میزان جمعیت ارامنه، انتخاب و حضور آن‌ها در مناصب مهم فدرال و ایالتی قابل توجه و چشمگیر می‌باشد که از آن جمله می‌توان به حضور در مجمع نمایندگان آمریکا و همچنین مجالس ایالتی اشاره کرد. در این راستا انتخاب جرج دکمجیان از حزب جمهوری‌خواه آمریکا به عنوان فرماندار ایالت کالیفرنیا در فاصله سال‌های ۱۹۸۳ الی ۱۹۹۱ میلادی از شاخص‌ترین موارد حضور ارامنه در مناصب ارشد دولتی آمریکا می‌باشد.

## ساختار
لابی ارامنه آمریکا متشکل از سازمان‌های سیاسی و اجتماعی ارامنه این کشور است که از عمده‌ترین آن‌ها می‌توان به کمیته ملی ارامنه آمریکا (The Armenian National Committee of America) و مجمع ملی ارامنه آمریکا (The Armenian Assembly of America) اشاره کرد. برخلاف لابی‌های ترکیه و جمهوری آذربایجان که عمدتاً از سوی دولت‌های این دو کشور سازماندهی و حمایت مالی می‌شوند، دولت ارمنستان هیچ نقشی در فعالیت این لابی نداشته و سازمان‌های یادشده نیازهای مالی خود را از منابع مختلف از جمله کمک‌های مالی بنیادهای خیریه ارامنه و نیز کمک‌ها و هدایای مردمی تأمین می‌کنند.
اگرچه دو سازمان عمده شکل‌دهنده لابی ارامنه در آمریکا به صورت مستقل از یکدیگر عمل کرده و از لحاظ برخی جهت‌گیری‌های سیاسی در رقابت با یکدیگر قرار دارند اما در چهارچوب لابی ارامنه اهداف مشترکی را پیگیری می‌کنند که از آن جمله می‌توان به توسعه و تعمیق روابط ایالات متحده آمریکا به جمهوری ارمنستان، تضمین کمک‌های مالی سالانه دولت آمریکا به ارمنستان، جلوگیری از کمک مالی و تسلیحاتی آمریکا به ترکیه و جمهوری آذربایجان، حمایت از جمهوری قره‌باغ، جلوگیری از تصویب قوانین و قطعنامه‌هایی که در تضاد با منافع ارامنه می‌باشند و در صدر آن‌ها شناسایی رسمی نسل‌کشی ارامنه از سوی دولت آمریکا اشاره کرد. با توجه به اهداف مشترک، رقابت موجود میان این دو سازمان نه تنها مانع از پیشرفت در فعالیت آن‌ها نشده بلکه موجب ایجاد تحرک بیشتر در جامعه ارامنه این کشور در جهت تحقق اهداف مشترک گردیده‌است.
فعالیت کمیته ملی ارامنه آمریکا عمدتاً متمرکز بر ابتکارات مردمی (Grassroots Movement) جهت بسیج رای‌دهندگان است، در حالیکه مجمع ملی ارامنه آمریکا سعی در جذب حمایت ارامنه با نفوذ در آمریکا دارد.

## کمیته ملی ارامنه آمریکا
کمیته ملی ارامنه آمریکا بزرگترین، تاثیرگذارترین و باسابقه‌ترین سازمان سیاسی و اجتماعی ارامنه آمریکا می‌باشد. این کمیته در سال ۱۹۱۸ میلادی تحت عنوان «کمیته آمریکایی برای استقلال ارمنستان» (American Committee for the Independence of Armenia) فعالیت خود را آغاز نمود. هدف این کمیته تحقق ایده تأسیس ارمنستان مستقل براساس رای داوری وودرو ویلسون بود. مقر این کمیته در شهر نیویورک قرار داشت و دارای ۲۳ شعبه محلی در ۱۳ ایالت آمریکا بود.
این کمیته از سال ۱۹۴۱ میلادی با عنوان «کمیته ملی ارامنه آمریکا» به فعالیت خود ادامه داده‌است. دفتر اصلی این کمیته در شهر واشینگتن قرار داشته و همزمان دارای دو دفتر منطقه‌ای در نیویورک و لس‌آنجلس و بیش از پنجاه شعبه محلی در ایالت‌های مختلف آمریکا است. فعالیت‌های کمیته ملی ارامنه آمریکا در چهارچوب فعالیت کمیته‌های مسئله ارمنی در ارمنستان، روسیه، فرانسه و کشورهای مختلف خاورمیانه انجام می‌پذیرد و از حمایت حزب داشناکسیون برخوردار است.
کمیته ملی ارامنه آمریکا در سالیان گذشته در کنار حمایت از اهداف کلی لابی ارامنه، فعالیت گسترده‌ای در زمینه آموزش و ایجاد حرکت‌های مردمی، ثبت نام از رای‌دهندگان ارمنی و جذب رای آن‌ها در انتخابات محلی، ایالتی و فدرال داشته و توانسته‌است بسیاری از نامزدهای مورد حمایت خود را راهی شوراهای شهر، مجمع نمایندگان و سنای ایالتی و همچنین مجمع نمایندگان و سنای آمریکا نماید. برگزاری سمینار و کنفرانس در موضوعات مختلف، آموزش نیروهای جوان و اقداماتی چون جمع‌آوری امضاء از ارامنه آمریکا در حمایت یا در مخالفت با قوانین و قطعنامه‌های مختلف مجمع نمایندگان و سنای آمریکا از دیگر فعالیت‌های کمیته ملی ارامنه آمریکا می‌باشند.
این کمیته در سالیان اخیر با تمرکز بر انتخابات محلی در شهرهای مختلف آمریکا در راستای تأمین حقوق شهروندی و مدنی ارامنه آمریکا و اختصاص بودجه‌های دولتی جهت امور آموزشی، عمرانی و رفاهی تلاش نموده‌است.
کمیته ملی ارامنه آمریکا هر ساله و با همکاری دیگر نهادها و سازمان‌های ارمنی این کشور با برگزاری راهپیمایی و تجمع در برابر سفارت و کنسولگری‌های ترکیه در شهرهای مختلف آمریکا سالگرد نسل‌کشی ارامنه را گرامی می‌دارد. لازم به یادآوری است که راهپیمایی سال ۲۰۱۵ میلادی به مناسبت یکصدمین سالگرد واقعه نسل‌کشی ارامنه با حضور تاریخی بیش از یکصد هزار نفر در شهر لس‌آنجلس برگزار گردید.

## مجمع ملی ارامنه آمریکا
مجمع ملی ارامنه آمریکا در سال ۱۹۷۲ میلادی توسط جمعی از فعالین اقتصادی و شخصیت‌های علمی و فرهنگی ارمنی آمریکا پایه‌گذاری شد. دفتر مرکزی مجمع ملی ارامنه آمریکا در شهر واشینگتن قرار داشته و دارای دفاتری در لس‌آنجلس و ایروان می‌باشد.
مجمع ملی ارامنه آمریکا را می‌توان به نوعی نمونه ارمنی کمیته روابط عمومی آمریکا و اسرائیل (AIPAC) جهت تأثیرگذاری بر سیاست خارجی دانست. ایجاد وحدت در ارامنه آمریکا، شناساندن میراث فرهنگی و هویت تاریخی ارامنه به جامعه آمریکا، حفاظت از آثار و بناهای تاریخی ارامنه، حمایت از فعالیت‌ها و مطالعات در زمینه تاریخ، فرهنگ و مذهب ارامنه و به‌ویژه ارامنه آمریکا، تشویق ارامنه آمریکا به مشارکت در فعالیت‌های سیاسی جامعه این کشور و حمایت از حقوق انسانی و شهروندی ارامنه آمریکا از عمده اهداف این مجمع اعلام شده و در جهت تحقق آن‌ها برنامه‌های مختلف دولتی، حقوقی، اجتماعی، آموزشی و دانشگاهی تدوین و به اجرا درآمده است.
بخش دولتی و حقوقی مجمع ملی ارامنه در زمینه مسائل مربوط به ارامنه در تماس دائمی با اعضای کنگره آمریکا و دولت این کشور بوده و با انتشار گزارش‌ها و بیانیه‌های مختلف جامعه ارامنه را در جریان اقدامات دولتی که می‌تواند در امور مختلف ارامنه تأثیرگذار باشند، قرار می‌دهد. این مجمع همچنین اقدام به جمع‌آوری و انتشار اسناد و مدارک مهم در رابطه با نسل‌کشی ارامنه کرده و جزوات آموزشی مختلفی را در این زمینه تدوین و در اختیار مراکز آموزشی و دانشگاهی قرار داده‌است. از جمله اقدامات جالب توجه مجمع ملی ارامنه آمریکا برگزاری دوره‌های کارآموزی تابستانی در ادارات دولتی و فدرال شهر واشینگتن برای دانشجویان ارمنی می‌باشد.

## اهداف مشترک و موفقیت‌ها
همانگونه که ذکر گردید توسعه و تعمیق روابط ایالات متحده آمریکا با جمهوری ارمنستان، تضمین کمک‌های مالی سالانه دولت آمریکا به ارمنستان، جلوگیری از کمک مالی و تسلیحاتی آمریکا به ترکیه و جمهوری آذربایجان، حمایت از جمهوری قره‌باغ، جلوگیری از تصویب قوانین و قطعنامه‌هایی که در تضاد با منافع ارامنه می‌باشند و در صدر آن‌ها شناسایی رسمی نسل‌کشی ارامنه از سوی دولت آمریکا از جمله اهداف مشترک لابی ارامنه آمریکا می‌باشد.
نفوذ لابی ارامنه آمریکا بیشتر به دلیل تمرکز بر چند حوزه انتخاباتی کنگره آمریکا و از جمله حوزه انتخاباتی ۲۸ ایالت کالیفرنیا می‌باشد. براساس آمار رسمی سرشماری سال ۲۰۰۰ میلادی بیش از یک سوم جمعیت ارامنه آمریکا در ۵ حوزه انتخاباتی صد و ششمین دوره کنگره آمریکا سکونت داشته‌اند. همچنین نصف جمعیت ارامنه آمریکا ساکن ۲۰ حوزه انتخاباتی کنگره هستند. به‌ویژه در شرایطی که شهروندان بومی آمریکا اغلب رغبت چندانی برای رای دادن از خود نشان نمی‌دهند تمرکز ارامنه در برخی از حوزه‌های انتخاباتی از تأثیر بسزایی برخوردار بوده و موجب پیروزی نامزدهای مورد حمایت آن‌ها شده‌است. به عنوان نمونه می‌توان به رقابت آدام شیف نماینده دموکرات کنگره با جیم روگان از حزب جمهوری‌خواه در ایالت کالیفرنیا اشاره کرد. در این رقابت آدام شیف با کمک آرای ارامنه توانست رقیب خود را شکست داده و به یکی از حامیان اصلی ارامنه در کنگره تبدیل شود.
حضور طولانی مدت ارامنه در آمریکا و جذب شدن آن‌ها در فعالیت‌های سیاسی و اجتماعی جامعه آمریکا را نیز می‌توان از عوامل دیگر نفوذ و قدرت لابی ارامنه در آمریکا دانست. از عمده موفقیت‌های لابی ارامنه آمریکا می‌توان به کمک مالی سالانه آمریکا به جمهوری ارمنستان و ساکنین قره‌باغ، جلوگیری از فروش تسلیحات به جمهوری آذربایجان با استناد به ماده ۹۰۷ قانون حمایت از آزادی آمریکا، به تعویق انداختن معامله تسلیحاتی با ترکیه در دهه ۱۹۷۰، شناسایی رسمی نسل‌کشی ارامنه از سوی ۴۴ ایالت و شناسایی رسمی استقلال جمهوری قره‌باغ از سوی ۷ ایالت آمریکا اشاره کرد.
در کنار این موفقیت‌ها تلاش لابی ارامنه آمریکا در برخی از زمینه‌ها با ناکامی مواجه شده‌است. اگر چه روسای جمهوری آمریکا براساس یک رویه متداول هر ساله با انتشار بیانیه‌ای در آستانه سالگرد نسل‌کشی ارامنه در ۲۴ آوریل سال ۱۹۱۵ میلادی با ارامنه جهان ابراز همدردی می‌کنند اما علی‌رغم وعده‌های انتخاباتی خود، در سالیان گذشته از بکار بردن واژه نسل‌کشی (Genocide) خودداری و برای توصیف این واقعه تاریخی همچنان به استفاده از واژه ارمنی «مِتس یه قِرن» به معنای «قتل‌عام بزرگ» بسنده کرده‌اند. همچنین در تقابل با لابی ارامنه آمریکا باید به اقدامات و فعالیت‌های لابی‌های ترکیه و جمهوری آذربایجان اشاره کرد که با صرف بودجه‌های عظیم دولتی به مقابله با تلاش‌های لابی ارامنه می‌پردازند. از جمله این اقدامات می‌توان به تأمین مالی گروه‌های لابی‌کننده در آمریکا از جمله «گروه لیوینگستون» (Livingston Group) توسط ترکیه و همچنین تطمیع مالی اعضای کنگره آمریکا از سوی دولت جمهوری آذربایجان اشاره کرد که مورد اخیر در نتیجه تلاش گروه تحقیق کمیته اخلاق کنگره آمریکا افشا و هدایای دریافت‌شده عودت داده شد.